# Diocesi di Prince Albert
La diocesi di Prince Albert (in latino Dioecesis Principis Albertensis) è una sede della Chiesa cattolica in Canada suffraganea dell'arcidiocesi di Regina. Nel 2023 contava 32.000 battezzati su 220.200 abitanti. È retta dal vescovo Stephen Andrew Hero.

## Territorio
La diocesi comprende la parte centrale della provincia canadese del Saskatchewan.
Sede vescovile è la città di Prince Albert, dove si trova la cattedrale del Sacro Cuore.
Il territorio è suddiviso in 80 parrocchie.

## Storia
Il vicariato apostolico del Saskatchewan fu eretto il 20 gennaio 1891 con il breve Romanorum pontificum di papa Leone XIII, ricavandone il territorio dalla diocesi di Saint Albert (oggi arcidiocesi di Edmonton).
Il 2 dicembre 1907 il vicariato apostolico fu elevato a diocesi con il breve Quae rei sacrae di papa Pio X e assunse il nome di diocesi di Prince Albert. Originariamente era suffraganea dell'arcidiocesi di Saint-Boniface. Il 4 dicembre 1915 entrò a far parte della provincia ecclesiastica dell'arcidiocesi di Regina.
Il 4 marzo 1910 cedette una porzione di territorio a vantaggio dell'erezione del vicariato apostolico di Keewatin (oggi arcidiocesi di Keewatin-Le Pas).
Il 30 aprile 1921 mutò nuovamente il proprio nome in diocesi di Prince Albert-Saskatoon.
Il 6 maggio 1921 fu eretta l'abbazia territoriale di Saint Peter-Muenster, rendendola indipendente dalla giurisdizione dei vescovi di Prince Albert-Saskatoon. L'abbazia perderà il privilegio della territorialità il 14 settembre 1998 a vantaggio della diocesi di Saskatoon.
Il 9 giugno 1933 in virtù della bolla Ecclesiarum omnium di papa Pio XI la diocesi fu divisa, dando origine alla diocesi di Prince Albert e alla diocesi di Saskatoon.

## Cronotassi dei vescovi
Si omettono i periodi di sede vacante non superiori ai 2 anni o non storicamente accertati.
- Albert Pascal, O.M.I. † (2 giugno 1891 - 12 luglio 1920 deceduto)
- Henri-Jean-Maria Prud'homme † (16 giugno 1921 - 29 gennaio 1937 dimesso[3])
- Réginald Duprat, O.P. † (17 marzo 1938 - 29 giugno 1952 dimesso[4])
- Léo Blais † (4 luglio 1952 - 28 febbraio 1959 nominato vescovo ausiliare di Montréal[5])
- Laurent Morin † (28 febbraio 1959 - 9 aprile 1983 ritirato)
- Blaise-Ernest Morand (9 aprile 1983 succeduto - 26 maggio 2008 ritirato)
- Albert Privet Thévenot, M.Afr. † (26 maggio 2008 - 25 marzo 2021 ritirato)
- Stephen Andrew Hero, dal 25 marzo 2021

## Statistiche
La diocesi nel 2023 su una popolazione di 220.200 persone contava 32.000 battezzati, corrispondenti al 14,5% del totale.
| anno | popolazione | popolazione | popolazione | presbiteri | presbiteri | presbiteri | presbiteri                | diaconi | religiosi | religiosi | parrocchie |
| anno | battezzati  | totale      | %           | numero     | secolari   | regolari   | battezzati per presbitero | diaconi | uomini    | donne     | parrocchie |
| ---- | ----------- | ----------- | ----------- | ---------- | ---------- | ---------- | ------------------------- | ------- | --------- | --------- | ---------- |
| 1950 | 32.600      | 130.500     | 25,0        | 98         | 32         | 66         | 332                       |         | 66        | 223       | 49         |
| 1966 | 38.500      | 223.500     | 17,2        | 114        | 56         | 58         | 337                       |         | 37        | 373       | 126        |
| 1970 | 39.517      | ?           | ?           | 104        | 49         | 55         | 379                       |         | 59        | 297       | 55         |
| 1976 | 42.818      | 190.000     | 22,5        | 81         | 41         | 40         | 528                       |         | 47        | 215       | 52         |
| 1980 | 45.200      | 195.500     | 23,1        | 73         | 41         | 32         | 619                       |         | 41        | 194       | 52         |
| 1990 | 48.630      | 210.500     | 23,1        | 52         | 35         | 17         | 935                       | 1       | 21        | 127       | 84         |
| 1999 | 52.337      | 185.000     | 28,3        | 38         | 24         | 14         | 1.377                     | 2       | 16        | 100       | 85         |
| 2000 | 39.623      | 184.000     | 21,5        | 48         | 36         | 12         | 825                       | 2       | 14        | 91        | 85         |
| 2001 | 40.149      | 184.000     | 21,8        | 43         | 31         | 12         | 933                       | 2       | 13        | 90        | 85         |
| 2002 | 39.760      | 184.000     | 21,6        | 46         | 33         | 13         | 864                       | 2       | 14        | 87        | 91         |
| 2003 | 39.589      | 184.000     | 21,5        | 41         | 29         | 12         | 965                       | 2       | 12        | 84        | 88         |
| 2004 | 40.732      | 184.000     | 22,1        | 44         | 31         | 13         | 925                       | 1       | 13        | 88        | 87         |
| 2013 | 40.300      | 196.300     | 20,5        | 56         | 41         | 15         | 719                       | 2       | 15        | 81        | 81         |
| 2016 | 41.652      | 202.904     | 20,5        | 34         | 29         | 5          | 1.225                     | 3       | 6         | 68        | 80         |
| 2019 | 29.746      | 210.900     | 14,1        | 32         | 32         |            | 929                       | 8       |           | 37        | 80         |
| 2021 | 30.320      | 216.900     | 14,0        | 34         | 30         | 4          | 891                       | 12      | 4         | 38        | 82         |
| 2023 | 32.000      | 220.200     | 14,5        | 35         | 29         | 6          | 914                       | 11      | 6         | 31        | 80         |